# 天神神社 (京丹後市大宮町下常吉)
天神神社（てんじんじんじゃ）は、京都府京丹後市大宮町下常吉にある神社。旧村社。「天神神社」と称する神社は、菅原道真を祭神とする社（天満宮）が多いが、当社は丹後地方に多い豊受大神を祭神とする。

## 祭神
以下の2神が相殿に祀られる。この2神はいずれも上常吉の冨持神社と同じ豊受大神と同体を示すものとみられ、五穀豊穣の神である。
- 天叢雲命（あめのむらくものみこと）[2]
- 大宜都姫命（おおげつひめのみこと）[2][1]

## 由来
創建は不明であるが、明治期の明細簿によれば、豊受大神が磯砂山に天下ったことにより、その麓にある天神谷と天上丘を神域とみなし、天叢雲命と大宜都姫命を祀ったと伝わる。長年山中の小社にすぎなかったが、古社であったため、1873年（明治6年）2月に村社に格付けされた。

## 境内
1879年（明治12年）7月に社殿を再建、1893年（明治26年）4月に神輿を籠神社から譲り受けて新調したと記録される。
社殿のほかの建造物には、年代不明の鳥居が1基、1866年（慶応2年）の御神燈1基、自然石で作られた明治期に作られた大献灯と灯籠がそれぞれ1基、1895年（明治28年）に奉納された灯籠が一対、明治期に作られた狛犬一対がある。

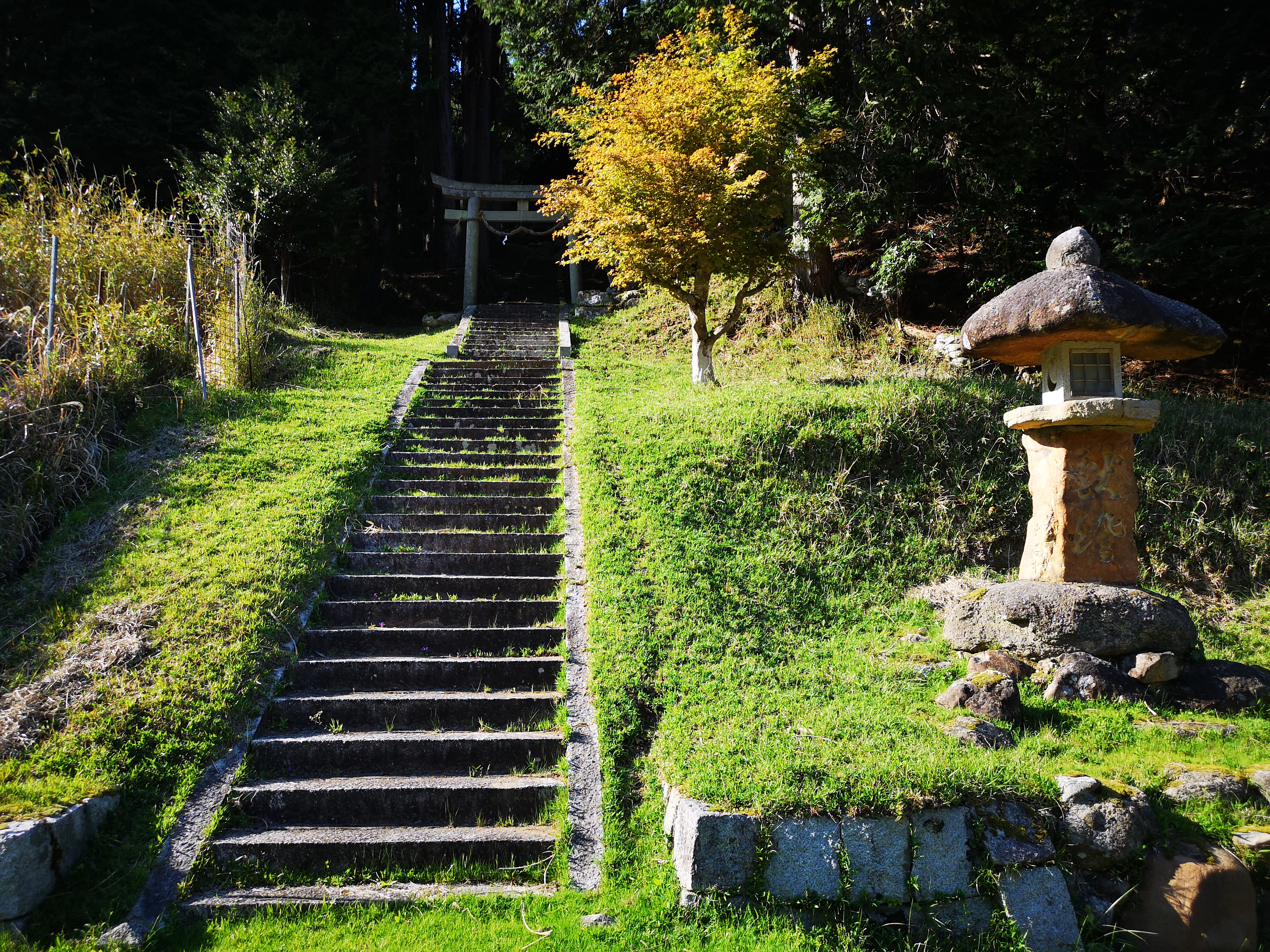
参道と大献灯
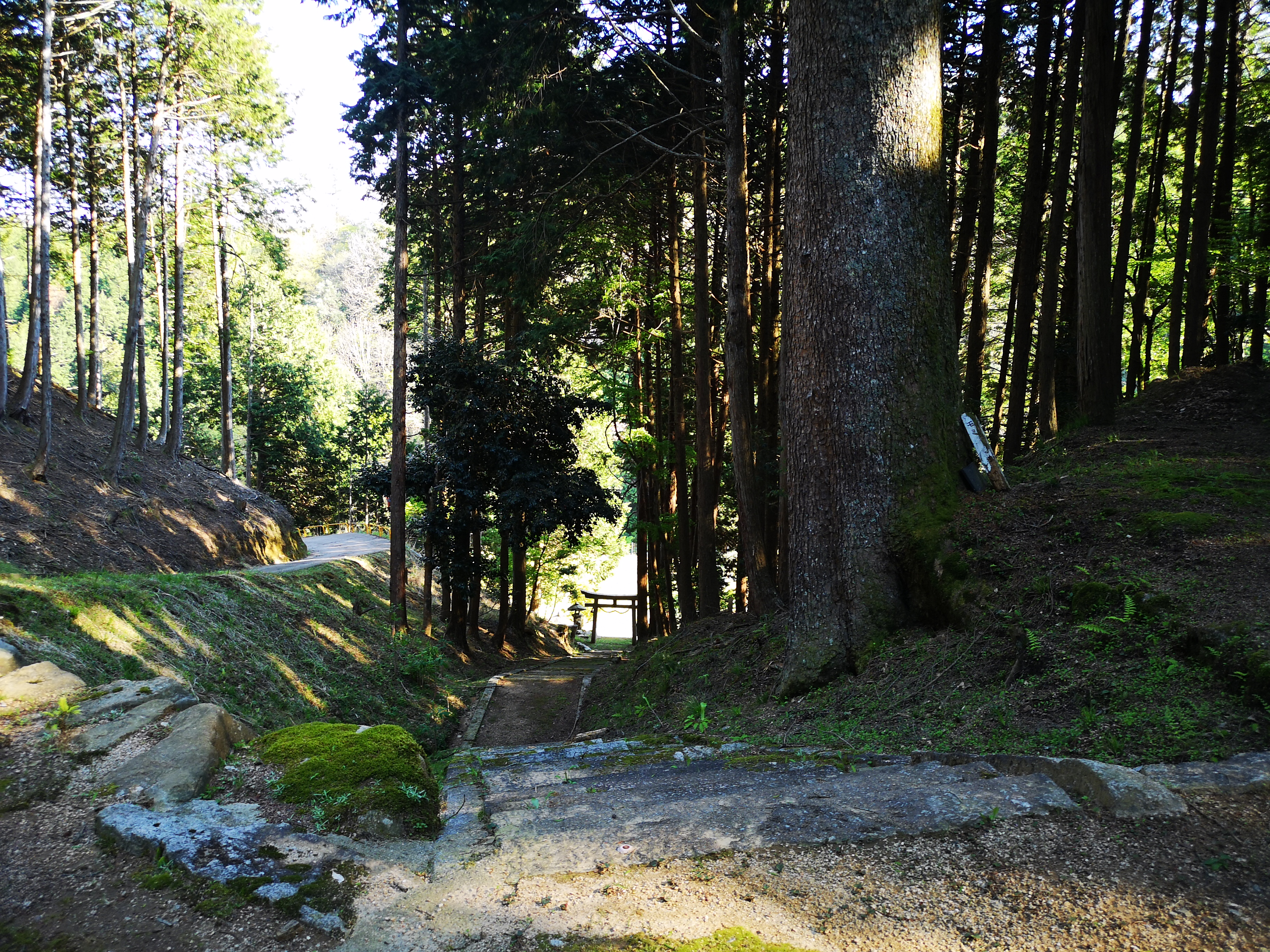
参道下り
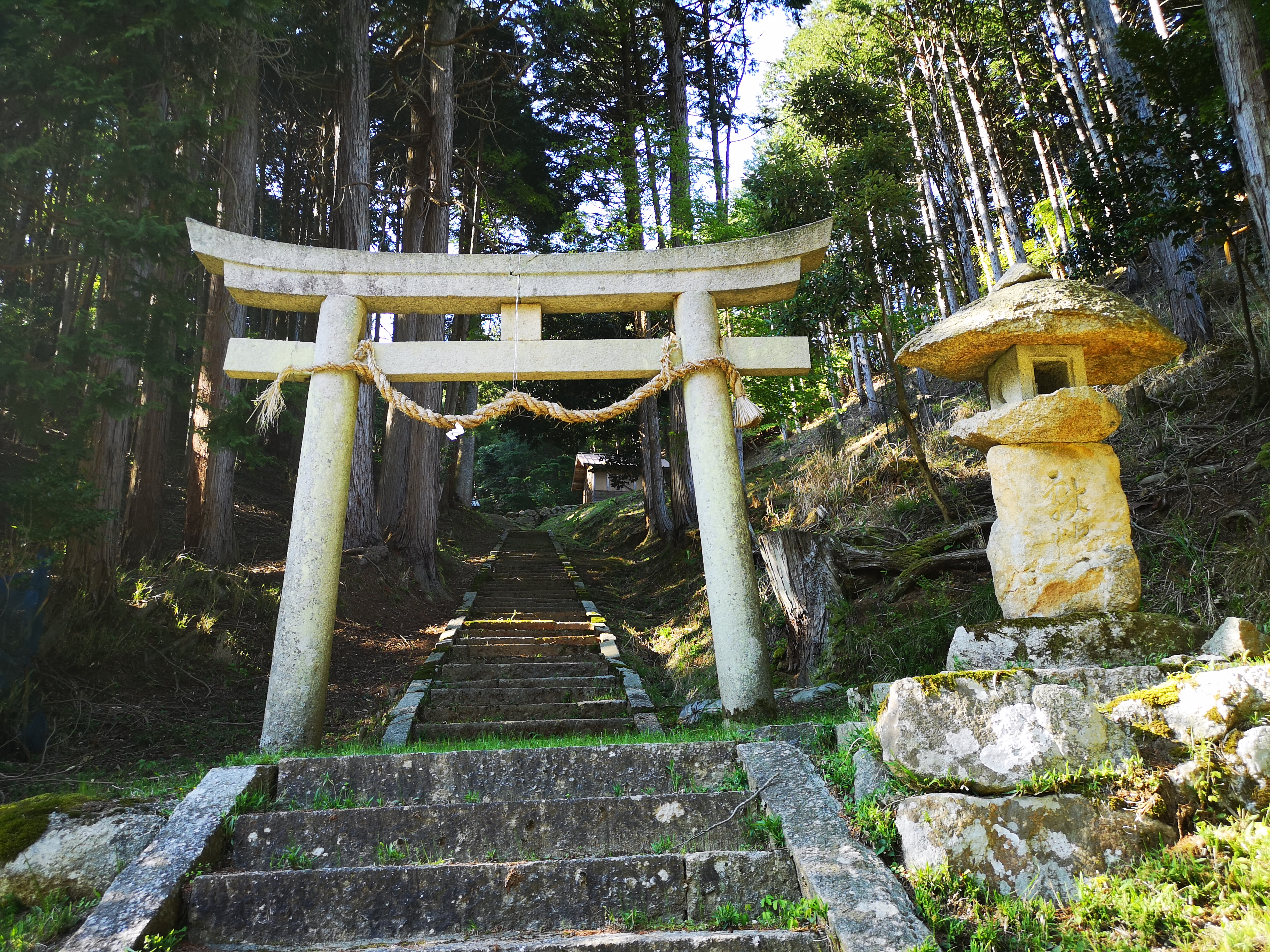
鳥居と灯籠
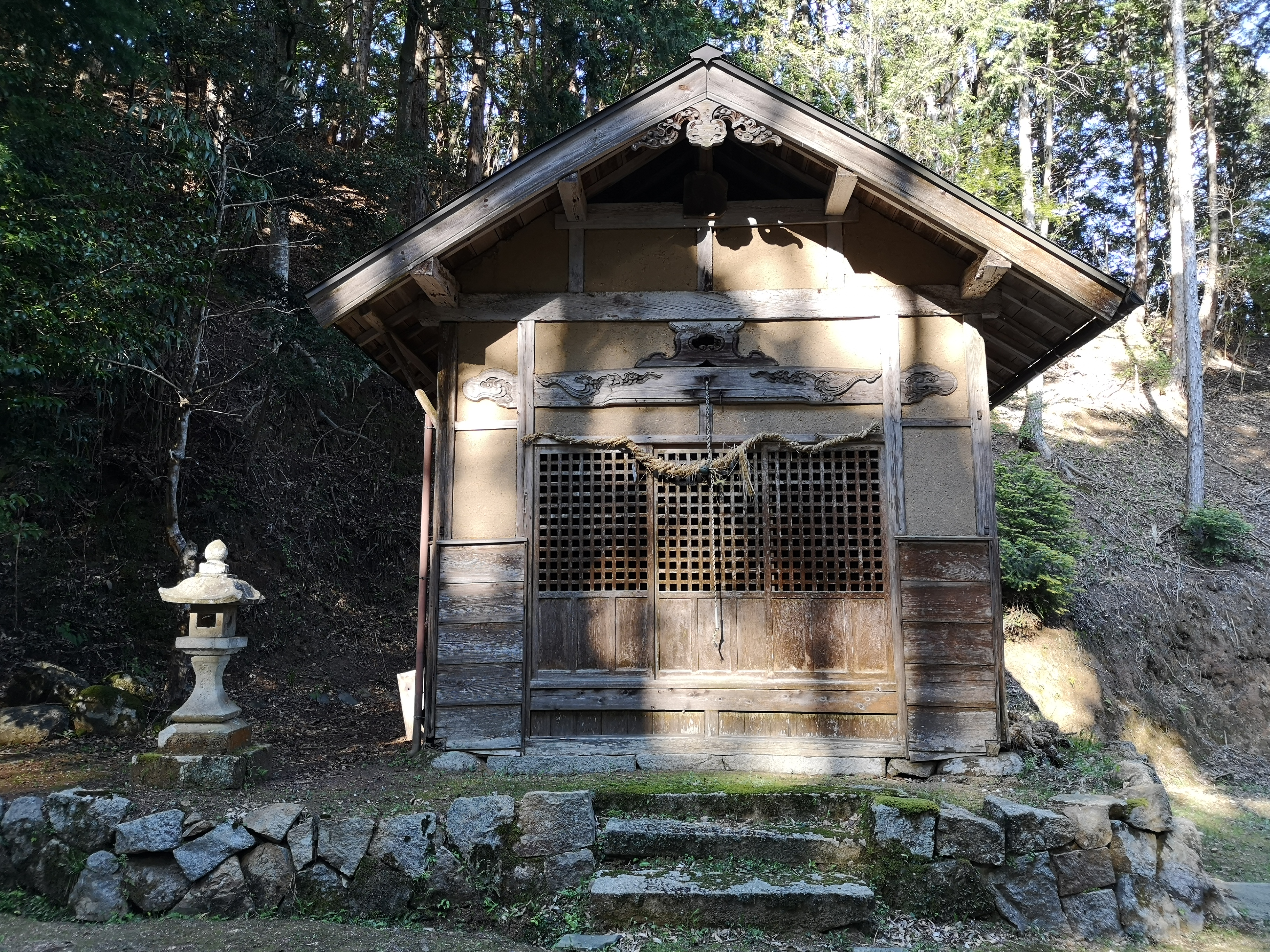
境内社覆屋
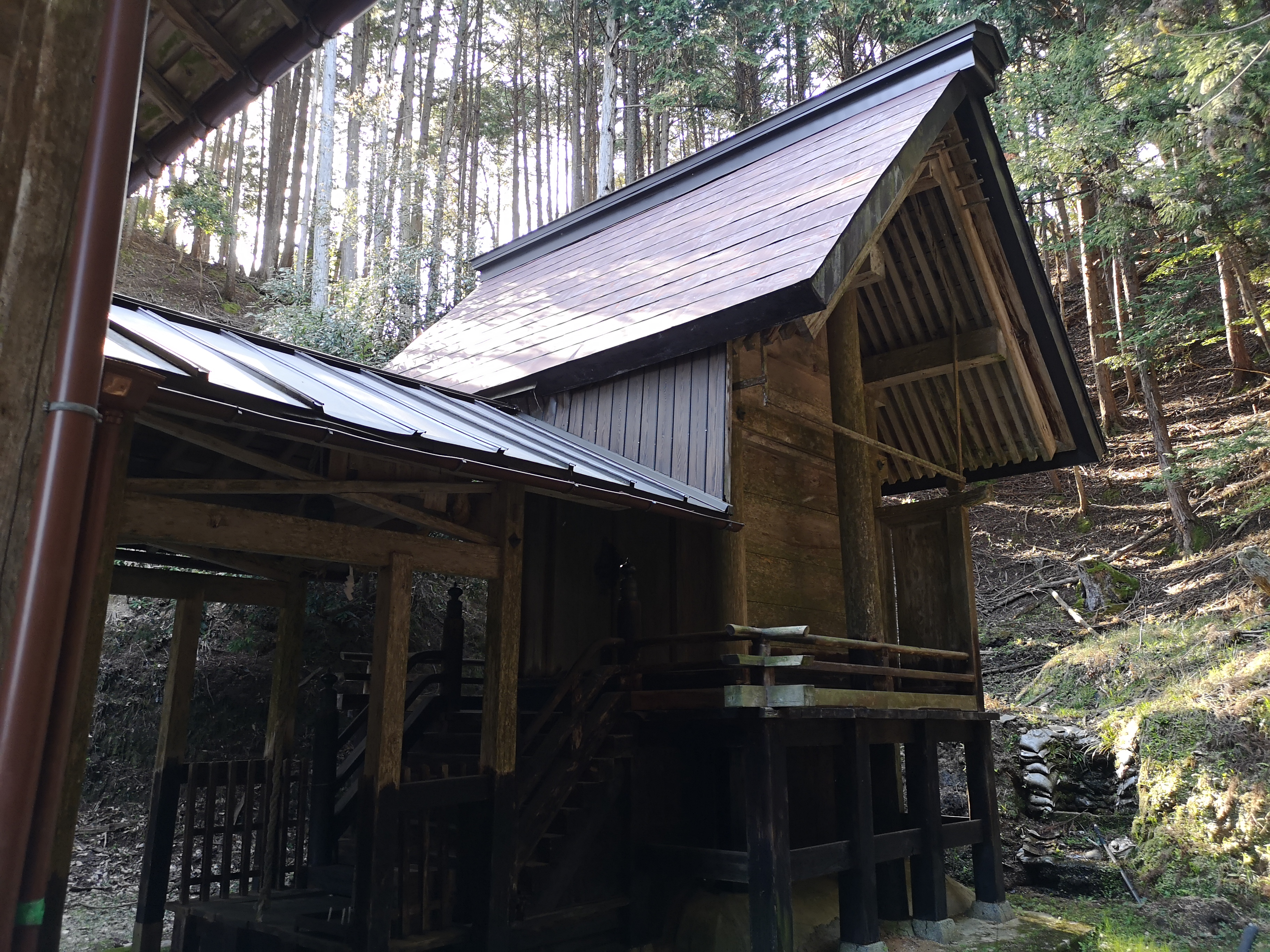
本殿覆屋

## 祭事
10月10日を例祭日とし、宮津市府中の籠神社から伝習した太刀振りと神輿を奉じる。神輿と共に古代の陣羽織を譲り受け、貴重な品として保管されている。太刀振り、神輿とも、上常吉の氏神冨持神社とはルーツを異にするが、神輿の担ぎ手や太刀振りの舞手などの装束には大差がない。太刀振りの演技には、年少者が奉じる「両手振り」と、古参の上級者が奉じる難易度の高い「片手振り」がある。
例祭は、宵宮に神輿に御神体を迎え入れ、公民館で一夜を明かす。本祭は午後2時からはじまり、公民館から神社までを太刀の道振りが大太鼓のリズムにあわせて舞いながら練り入る。
神職は京丹後市峰山町丹波の多久神社が兼務する。

## 現地情報
- 〒629-2534 京都府京丹後市大宮町下常吉小字天谷